# Cerodontha scutellaris
Cerodontha scutellaris är en tvåvingeart som först beskrevs av Roser 1840.  Cerodontha scutellaris ingår i släktet Cerodontha och familjen minerarflugor. Arten har ej påträffats i Sverige. Inga underarter finns listade i Catalogue of Life.